# Corralillos, Guanajuato
Corralillos är en ort i Mexiko.   Den ligger i kommunen Victoria och delstaten Guanajuato, i den centrala delen av landet, 220 km nordväst om huvudstaden Mexico City. Corralillos ligger 1 841 meter över havet och antalet invånare är 360.
Terrängen runt Corralillos är kuperad. Runt Corralillos är det ganska glesbefolkat, med 24 invånare per kvadratkilometer. Närmaste större samhälle är Victoria, 5,1 km norr om Corralillos. Omgivningarna runt Corralillos är i huvudsak ett öppet busklandskap.